# Christopher J. Lamora
Christopher John Lamora, né le 12 juin 1969 est un diplomate américain qui occupe le poste d'ambassadeur des États-Unis au Cameroun depuis 2022.

## Biographie et éducation
Lamora a obtenu une licence en sciences de la Walsh School of Foreign Service de l'université de Georgetown.

## Carrière
Lamora est un membre de carrière du Senior Foreign Service. Il était chef de mission adjoint à l'ambassade des États-Unis à Accra, au Ghana, avant sa nomination actuelle en tant qu'ambassadeur des États-Unis au Cameroun.
Auparavant, il a été secrétaire adjoint par intérim pour l'Afrique centrale et les affaires de sécurité africaine au bureau des affaires africaines du département d'État. Il a également été directeur du bureau des affaires centrafricaines, Directeur adjoint du Bureau des affaires économiques et régionales du bureau et responsable de la république démocratique du Congo. En outre, il a été affecté à l'étranger aux ambassades des États-Unis au Guatemala, en République dominicaine, en Grèce et en République centrafricaine, ainsi qu'au consulat général des États-Unis à Douala, au Cameroun. Il parle le français, l'espagnol et le grec moderne.

### Ambassadeur au Cameroun
Le 15 avril 2021, le président Joe Biden a annoncé son intention de nommer Lamora au poste d'Ambassadeur des Etats-Unis au Cameroun. Le 19 avril 2021, sa nomination a été envoyée au Sénat. Les auditions sur sa nomination ont eu lieu devant la commission des relations étrangères du Sénat le 9 juin 2021. La commission a rendu un rapport favorable le 24 juin 2021. Le 18 décembre 2021, il a été confirmé par le Sénat des États-Unis par un vote à voix haute. Il a prêté serment le 11 février 2022. Il est arrivé au Cameroun le 5 mars 2022. Il a présenté ses lettres de créance au ministre des Affaires étrangères Lejeune Mbella Mbella le 21 mars 2022. Lamora est le premier homme homosexuel nommé ambassadeur auprès du Cameroun.